# Gemini Planet Imager

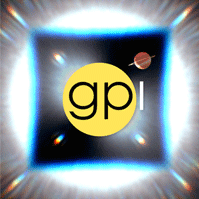
Logo GPI

Il Gemini Planet Imager è una strumentazione di ottica adattiva di nuova generazione applicata al telescopio Gemini sud, in Cile, con l'obiettivo di visualizzare pianeti extrasolari orbitanti intorno a stelle vicine. Il gruppo di lavoro del GPI ha effettuato una campagna di osservazione di circa 900 ore negli anni 2014-2016 per cercare e caratterizzare esopianeti intorno a circa 600 stelle.
Il GPI è stato costruito da un consorzio di istituti statunitensi e canadesi e finanziato dalla Gemini Observatory, un partenariato internazionale comprendente Stati Uniti, Regno Unito, Canada, Australia, Argentina, Brasile e Cile. L'indagine biennale GPIES (GPI Exoplanet Survey) è parzialmente finanziata da NSF, NASA, l'Università della California ed i laboratori di ricerca e sviluppo del Lawrence Livermore National Laboratory. Dopo 7 anni di sviluppo e collaudo lo strumento è stato installato sul Gemini South ad agosto 2013 con prima luce a novembre ed inizio studi nel 2014. Il GPI Exoplanet Survey è stato avviato a novembre dello stesso anno, per caratterizzare giovani esopianeti di dimensioni simili a Giove.

## Caratteristiche
Il sistema di ottica adattiva sfrutta specchi deformabili per rimuovere la turbolenza atmosferica (seeing), maschere coronografiche per bloccare la luce diffratta dalle stelle oggetto di studio ed uno spettrografo a campo integrale.
Il GPI è stato applicato al Gemini South, un telescopio con uno specchio del diametro di 8 metri situato sul Cerro Pachon (Ande cilene) ad una altitudine di 2.715 metri. Successivamente il GPI potrà essere utilizzato anche sul telescopio gemello Gemini Nord, situato sull' Osservatorio di Mauna Kea, alle Hawaii.
Il GPI rileva direttamente la luce proveniente da un pianeta extrasolare per determinare la sua massa e la composizione, con l'obiettivo finale di determinare come il nostro sistema planetario si colloca in rapporto ai sistemi extrasolari.
A giugno 2016 sono stati caratterizzati con altri osservatori (quali il Kepler) più di 3200 pianeti extrasolari  di cui l'80% circa attraverso il metodo del transito, che rileva le dimensioni e l'orbita del pianeta, e la tecnica di Doppler diretto (20% circa), che consente di rilevare la massa e l'orbita del pianeta: potendo rilevare direttamente un pianeta dal bagliore riflesso della sua stella, si può usare la spettroscopia per misurare le dimensioni del pianeta, la temperatura, la gravità, e anche la composizione della sua atmosfera. Indagando molte stelle si potrà capire per confronto quanto comune o insolito sia il nostro sistema planetario.
Il GPI fornirà immagini con un limite di diffrazione tra 0,9 e 2,4 micron. Le prestazioni del sistema di ottica del Gemini consentono di lavorare con stelle di magnitudine apparente inferiore a 9,5 (I <9.5 MAG). Il sistema è in grado di vedere oggetti dieci milioni di volte più deboli della loro stella madre quando la loro distanza è compresa tra 0,2-1 secondo d'arco; può inoltre effettuare indagini spettroscopiche su qualsiasi oggetto osservato. Ciò consente di individuare giovani pianeti caldi (fino a un miliardo di anni di età) attraverso la loro luce infrarossa. Può anche essere rilevata la polarizzazione della luce per studiare deboli dischi di polvere di comete e cinture di asteroidi in altri sistemi solari.
Il GPI produrrà la prima indagine completa di pianeti extrasolari giganti distanti dalle 5 alle 40 unità astronomiche dalla stella del sistema extrasolare di appartenenza: è in tale intervallo che questo tipo di pianeti è presente nel nostro sistema solare. Decine di questi esopianeti saranno sufficientemente luminosi per effettuare ulteriori rilevazioni spettroscopiche del rapporto segnale-rumore, consentendo in seguito studi dettagliati di astrofisica esoplanetaria.

## Obiettivi
Attualmente le ricerche di pianeti extrasolari sono limitate dalle strumentazioni che rendono impossibile rilevare esopianeti situati a distanze dalla loro stella ospite paragonabili ai semiassi maggiori dei giganti gassosi del sistema solare, maggiore cioè di circa 5 UA. Inoltre le ricerche che utilizzano il metodo della velocità radiale richiedono l'osservazione di una stella per almeno un periodo di rivoluzione, che è di circa 30 anni per un pianeta la cui distanza è equiparabile a quella di Saturno; in più gli attuali strumenti di ottica adattiva sono inefficaci alle piccole aperture angolari, (esopianeti vicini alla loro stella) limitando le osservazioni a semiassi maggiori superiori a circa 30 unità astronomiche.
L'alto contrasto del Gemini Planet Imager alle piccole aperture angolari permetterà di superare tali limitazioni consentendo di rilevare giganti gassosi aventi semiassi maggiori tra le 5 e le 30 unità astronomiche.
Il Gemini Planet Imager è più mirato a rilevare i gioviani caldi giovani, da 1 milione a 1 miliardo di età. Il motivo di ciò è che i giovani pianeti trattengono il calore e si raffreddano lentamente. Mentre un pianeta è ancora caldo, rimane luminoso, ed è quindi più facilmente rilevabile. Questo limita l'obiettivo del GPI ai pianeti più giovani, ma produrrà anche informazioni su come i giganti gassosi evolvono. In particolare, lo spettrografo permetterà la determinazione della temperatura e della gravità di superficie, che fornisce informazioni concernenti l'atmosfera e l'evoluzione termica dei giganti gassosi.
Oltre al rilevamento di esopianeti, il GPI sarà in grado di studiare dischi protoplanetari, dischi transitori e dischi di detriti intorno a giovani stelle, fornendo informazioni sulle teorie di formazione dei pianeti. La tecnica utilizzata per lo studio di questi dischi è chiamata rappresentazione del differenziale di polarizzazione. Un altro obiettivo è lo studio degli oggetti del sistema solare ad alta risoluzione spaziale ed alto rapporto di Strehl, un parametro usato nei moderni osservatori che usano l'ottica adattiva. Altri importanti obiettivi di studio per il GPI sono gli asteroidi e le loro lune, i satelliti di Giove e di Saturno, Urano e Nettuno. Un obiettivo secondario concerne anche lo studio della perdita di massa stellare durante la loro evoluzione.

## Ricerca e risultati scientifici
Il primo esopianeta scoperto dal GPI è stato 51 Eridani b, nella costellazione di Eridano, a dicembre 2014, avente la firma del metano più intensa al momento mai rilevata su un esopianeta.
A gennaio 2019 sono 531 le stelle studiate dal GPI e, osservando pianeti in orbite più esterne, si è evinto definitivamente che pianeti giganti a orbite larghe sono più diffusi attorno a stelle di massa elevata, almeno 1,5-2 volte quella del Sole, ma molto rari attorno a stelle più piccole. In seguito a questo programma si sta lavorando per rendere lo strumento più sensibile per gli esopianeti più piccoli e freddi.